# ススマン
ススマン(ロシア語：Сусуман)は、ロシア連邦のマガダン州、ススマン地区にある町である。

## 概要
ベレリョフ川とススマン川の合流地の近くに位置する。ススマンという地名はエヴェン語で吹雪や地吹雪を意味する。コルィマ道路が通り、マガダンをはじめとする多くの町にバスが通っているほか、レンドリース法に基づくアメリカによる航空機供給の重要な経由地となったススマン空港があり、マガダンまでの航空便も運行されている。

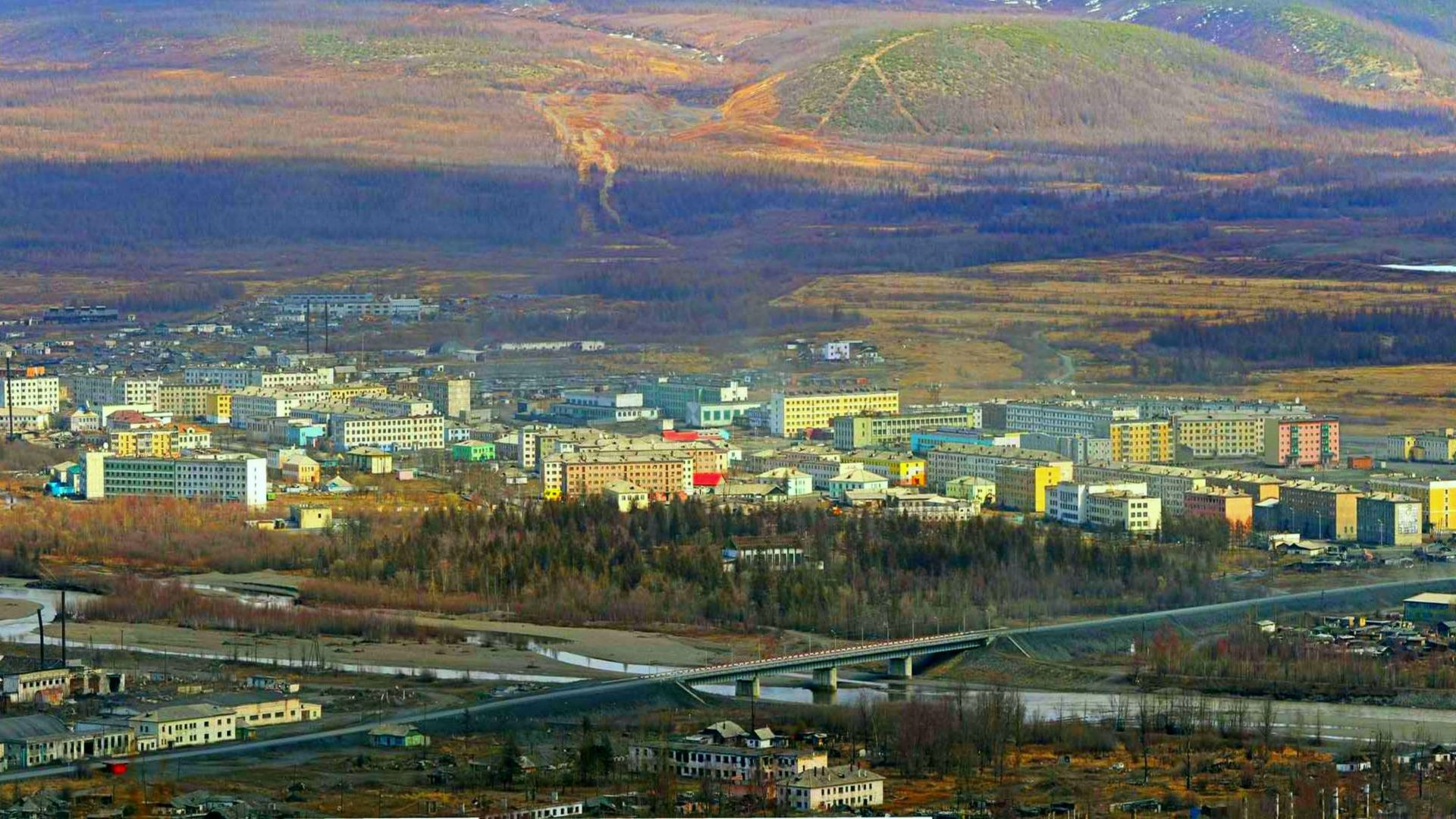
中心部

## 沿革
1929年に初めて地図に登場し、1932年にベレリョフ川とススマン川の両方の流域で砂金が発見された。1936年の夏にススマン川沿いにエルゲンの農場の一部として、ソ連内務人民委員部ダリストロイ（極北地方建設総局）により農場の建設が決定した。それに伴って1937年から本格的に村の建設が始まり、8月にはマリジャク鉱山の最初の金鉱が開かれた。1938年にはダリストロイによりススマン西部鉱業公社が組織され、マリジャク、ウダルニク、スタハノベチの三鉱山の本部となり、マガダン西部地区での鉱業の中心となった。1949年から1956年の間はソ連最大の強制収容所の一つであるザプラグ収容所が設置され、主に金の採掘に従事した。そして1964年にロシア・ソビエト連邦社会主義共和国最高会議の決議によって都市へと昇格した。

## 自然

### 気候
気象
| ススマンの気候         | ススマンの気候 | ススマンの気候 | ススマンの気候 | ススマンの気候 | ススマンの気候 | ススマンの気候 | ススマンの気候 | ススマンの気候 | ススマンの気候 | ススマンの気候 | ススマンの気候 | ススマンの気候 | ススマンの気候 |
| 月                     | 1月            | 2月            | 3月            | 4月            | 5月            | 6月            | 7月            | 8月            | 9月            | 10月           | 11月           | 12月           | 年             |
| ---------------------- | -------------- | -------------- | -------------- | -------------- | -------------- | -------------- | -------------- | -------------- | -------------- | -------------- | -------------- | -------------- | -------------- |
| 最高気温記録 °C （°F） | −5.2 (22.6)    | −5.2 (22.6)    | 0.2 (32.4)     | 12.1 (53.8)    | 26.1 (79)      | 32.0 (89.6)    | 35.0 (95)      | 33.0 (91.4)    | 24.4 (75.9)    | 11.3 (52.3)    | 2.1 (35.8)     | −1.6 (29.1)    | 35.0 (95)      |
| 平均最高気温 °C （°F） | −33.1 (−27.6)  | −27.4 (−17.3)  | −15.8 (3.6)    | −3.8 (25.2)    | 9.0 (48.2)     | 19.5 (67.1)    | 22.0 (71.6)    | 17.8 (64)      | 8.8 (47.8)     | −7.1 (19.2)    | −23.6 (−10.5)  | −33.0 (−27.4)  | −5.6 (21.9)    |
| 日平均気温 °C （°F）   | −37.2 (−35)    | −33.0 (−27.4)  | −23.6 (−10.5)  | −11.6 (11.1)   | 2.8 (37)       | 12.0 (53.6)    | 14.7 (58.5)    | 10.9 (51.6)    | 3.0 (37.4)     | −12.5 (9.5)    | −28.0 (−18.4)  | −36.8 (−34.2)  | −11.6 (11.1)   |
| 平均最低気温 °C （°F） | −41.3 (−42.3)  | −38.6 (−37.5)  | −31.3 (−24.3)  | −19.3 (−2.7)   | −3.4 (25.9)    | 4.4 (39.9)     | 7.3 (45.1)     | 4.0 (39.2)     | −2.7 (27.1)    | −17.9 (−0.2)   | −32.4 (−26.3)  | −40.6 (−41.1)  | −17.7 (0.1)    |
| 最低気温記録 °C （°F） | −58.1 (−72.6)  | −59.1 (−74.4)  | −51.0 (−59.8)  | −38.4 (−37.1)  | −26.0 (−14.8)  | −8.8 (16.2)    | −4.0 (24.8)    | −7.7 (18.1)    | −23.7 (−10.7)  | −40.1 (−40.2)  | −51.7 (−61.1)  | −55.8 (−68.4)  | −59.1 (−74.4)  |
| 降水量 mm （inch）     | 9.0 (0.354)    | 7.6 (0.299)    | 5.1 (0.201)    | 6.5 (0.256)    | 14.8 (0.583)   | 40.3 (1.587)   | 61.5 (2.421)   | 65.8 (2.591)   | 34.1 (1.343)   | 18.7 (0.736)   | 14.6 (0.575)   | 9.5 (0.374)    | 287.5 (11.319) |
| 出典：Погода Сусуман   |                |                |                |                |                |                |                |                |                |                |                |                |                |

## 人口
1991年に人口は最大の1万8000人に達したが、1990年代後半から2000年代初頭にかけて急激に減少した。2002年に極北地域の社会的再編の試験的事業に関する条項が施行され、人口の流出は穏やかになった。
| 13310 | 12643 | 16025 | 16818 | 7833 | 5855 |